# Нова хвиля (конкурс)
«Нова хвиля» (рос. Новая волна; англ. New Wave) — щорічний міжнародний конкурс молодих виконавців популярної музики, що проводиться наприкінці липня, на початку серпня протягом шести днів починаючи з вівторка:
- Перший день (вівторок): Церемонія відкриття конкурсу (концерт зірок російської та світової естради).
- Другий день (середа): Перший конкурсний день (конкурсанти виконують світовий хіт).
- Третій день (четвер): Другий конкурсний день (конкурсанти виконують хіт своєї країни).
- Четвертий день (п'ятниця): Творчий вечір одного з популярних музик.
- П'ятий день (субота): Третій конкурсний день (конкурсанти виконують оригінальну пісню).
- Шостий день (неділя): Церемонія нагородження та гала-концерт закриття конкурсу.

## Місце проведення
Із 2002 року міжнародний конкурс молодих виконавців проводився в концертній залі «Дзинтарі», що розташована в місті Юрмала, Латвія. У 2011 році між Ігорем Крутим та владою Юрмали виникли суперечки щодо організації та проведення заходу. Уже в 2012 році Ігор Крутой почав вести переговори з міськими головами Риги, Монте-Карло, Санремо щодо переносу та проведення конкурсу в одному з цих міст уже з 2013 року:

Я зв'язався з міськими головами Риги, Монте-Карло і Санремо. Ми фактично підійшли вже до початку переговорів, що було достатньо легко. Тому що, наприклад, міський голова Санремо знав про наш проект. І щоб ми змінили ступінь його підтримки і те, наскільки місто в нас зацікавлене, він сказав: «Там, де в нас пішохідна зона, ви будете їздити на автомобілях!».

Позитивні відгуки з боку міських голів щодо перенесення конкурсу до їх міст надихнули Ігоря Крутого внести зміни у свої домовленості з владою Юрмали:

Те, що Санремо і Монте-Карло готові прийняти цей конкурс; те, що я отримав запрошення від міського голови Паланги, де зазначалося, що вся інфраструктура під «Нову хвилю» в них буде готова, тільки приїжджайте, мені додало якоїсь упевненості. Я відмовився підписувати новий договір із представниками Юрмали на п'ять років. Поки що підписав на один рік.

Але вже 30 липня 2012 року Ігор Крутой оголосив, що наступного року конкурс знову проводитиметься в Юрмалі; що йому вдалося налагодити стосунки з міською радою Юрмали та дійти компромісу.
Восени 2014 року Ігор Крутой усе ж таки вирішив перенести конкурс. Останньою краплею стала заборона МЗС Латвії в'їзду до країни російським артистам — Валерії, Олегу Газманову, Йосипу Кобзону, через те, що вони своїми діями сприяли підриву територіальної цілісності й суверенітету України:

Остання справа завжди використовувати якісь політичні моменти в площині музики, у площині театрального мистецтва. Зараз, звичайно, напружена міжнародна обстановка, і лише ледачий не використовує політичну обстановку в зручній для нього ситуації, щоб отримати якісь речі.

Після тривалих пошуків місця проведення конкурсу було обрано концертну залу «Фестивальний», що розташована в місті Сочі, Російська Федерація, де з 2015 року й проводитиметься конкурс.

## Головна нагорода
Ідея розробки дизайну головної нагороди полягала в тому, щоб вона стала ідеальним символом конкурсу. Першочергово головна нагорода повинна була бути виготовлена з блакитного кришталю — хвилі, що стрімко здіймаються, на гребні яких розташовані фортепіанні клавіші з білого кришталю та бурштину. Виготовити таку нагороду могли лише кілька заводів Російської Федерації, — вибір ліг на «Гусевський криштальний завод», що розташований у місті Гусь-Хрустальний. Проте, після обговорення технології виготовлення головної нагороди із заслуженим митцем Російської Федерації — Володимиром Касаткіним — з'ясувалося, що це завдання є практично нездійсненним через технологічні обмеження та природні можливості матеріалів. Процес пошуку рішення поставленої мети привів до візуальної зміни головної нагороди — три хвилі, що здіймаються догори, на гребні яких розташовані фортепіанні клавіші з чорного кришталю. Головну нагороду отримують лауреати конкурсу.

## Лауреати конкурсу
| Рік  | Перша премія          | Друга премія              | Третя премія       | Премія Алли Пугачової            |
| ---- | --------------------- | ------------------------- | ------------------ | -------------------------------- |
| 2002 | Smash!!               | Марина Челло              | Джей Стівер        | Не була заснована                |
| 2003 | Анастасія Стоцька     | Неллі Чобану              | Вадим Азарх        | Не була заснована                |
| 2004 | «Cosmos»              | Ірина Дубцова             | Deema              | Не була заснована                |
| 2005 | Інтарс Бусуліс        | Тіна Кароль               | Поліна Гагаріна    | Тіна Кароль Микола Демидов       |
| 2006 | Анджеліна Ла Роуз     | Джанні Фіорелліно         | Софо Халваші       | Jukebox                          |
| 2007 | Наталія Гордієнко     | «Барселона» Андріс Ерґліс | MaRina             | MaRina" «Rin'Go»                 |
| 2008 | «Georgia»             | Ірина Розенфельд          | Алессандро Рісторі | Омар Дядя Ваня                   |
| 2009 | Санді Сондоро Джамала | Антонелло Кароцца         | Марк Юсім          | Міла Нітіч                       |
| 2010 | Сона Шагґельдян       | Тетяна Ширко              | Уку Сувісте        | Не присуджувалася                |
| 2011 | Джейден Фелдер        | Маша Собко                | «НАОМІ»            | Кооп Арпонен та «Flute of shame» |
| 2012 | Niloo                 | Костанцо Дель Пінто       | Марія Яремчук      | Не присуджувалася                |
| 2013 | Роберто Кель Торрес   | Саломе Катамадзе          | Він Хуат           | Не присуджувалася                |
| 2014 | Нуца Бузаладзе        | Вікторія Петрик           | В'ячеслав Рибіков  | Стас Шурінс Моніка Лінкітє       |
| 2015 | Дамір Кеджо           | ADEMI Міллане Фернандез   | «The Pringlez»     |                                  |
| 2016 | Вальтер Річчі Діно    | Галина Безрук             | Нурсултан Азикбаєв |                                  |